# Sobolew (gromada w powiecie garwolińskim)
Sobolew – dawna gromada, czyli najmniejsza jednostka podziału terytorialnego Polskiej Rzeczypospolitej Ludowej w latach 1954–1972.
Gromady, z gromadzkimi radami narodowymi (GRN) jako organami władzy najniższego stopnia na wsi, funkcjonowały od reformy reorganizującej administrację wiejską przeprowadzonej jesienią 1954 do momentu ich zniesienia z dniem 1 stycznia 1973, tym samym wypierając organizację gminną w latach 1954–1972.
Gromadę Sobolew z siedzibą GRN w Sobolewie utworzono – jako jedną z 8759 gromad na obszarze Polski – w powiecie garwolińskim w woj. warszawskim, na mocy uchwały nr VI/10/2/54 WRN w Warszawie z dnia 5 października 1954. W skład jednostki weszły obszary dotychczasowych gromad Godzisz, Grabniak, Kownacica, Kaleń "A", Milanów, Sobolew, Sokół i Teofilów (z wyłączeniem kolonii Teofilów) oraz wieś Przyłęg i kolonia Leonorów z dotychczasowej gromady Zygmunty ze zniesionej gminy Sobolew w tymże powiecie. Dla gromady ustalono 27 członków gromadzkiej rady narodowej.
29 lutego 1956 do gromady Sobolew przyłączono część obszaru wsi Teofilów o powierzchni 14,56 ha z gromady Krempa w tymże powiecie.
31 grudnia 1959 do gromady Sobolew przyłączono obszar zniesionej gromady Krempa w tymże powiecie (bez wsi Budy Krempskie, Celinów, Helenów Nowy, Helenów Stary, Ksawerynów, Leonów, Szkółki Krempskie i Pogorzelec).
Gromada przetrwała do końca 1972 roku, czyli do kolejnej reformy gminnej. 1 stycznia 1973 w powiecie garwolińskim reaktywowano gminę Sobolew.